# Dmitri Kruglov
Dmitri Kruglov (Tapa, 24 maggio 1984) è un calciatore estone, difensore dell'FCI Tallinn.

## Palmarès

### Club

#### Competizioni nazionali
- Campionato estone: 3

Levadia Tallinn: 2013, 2014
FCI Tallinn: 2016
- Supercoppa di Estonia: 2

Levadia Tallinn: 2015
FCI Tallinn: 2017
- Coppa d'Estonia: 1

FCI Tallinn: 2016-2017